# Овчинников, Михаил Фёдорович
Михаи́л Фёдорович Овчи́нников (27 декабря 1913, станица Сухтели, Челябинская губерния, Российская империя — 1987) — советский писатель-драматург и сценарист. Член Союза писателей СССР.

## Биография
В 1929 году поступил на киномеханические курсы, после их окончания в 1930 году, работал в разных районах в должности киномеханика. Начиная с 1931 года начал играть роли в ряде периферийных театров. В 1935 году был призван в армию и попал в ряды РККА и прослужив два года, поселился в Армении, начал свою журналистскую деятельность, а также начал писать сценарии к фильмам.
В 1941 году в связи с началом Великой Отечественной войны был мобилизован в армию и направлен на фронт, где он проходил службу в пограничных войсках и прошёл всю войну. После демобилизации продолжил сценарную деятельность.
В 1956 году поступил на Высшие литературные курсы, которые окончил в 1958 году.
Скончался в 1987 году.

## Фильмография

### Сценарист
- 1941 — Кровь за кровь
- 1958 — О чём шумит река
- 1959 — Чужой след
- 1961 — Двенадцать спутников (оригинальный текст — Николай Шундик)
- 1964 — Трудный переход
- 1970 — Выстрел на границе